# La tradició
La tradició és un bust realitzat per Agapit Vallmitjana i Barbany el 1884 i que es troba conservat actualment a la Biblioteca Museu Víctor Balaguer, amb el número de registre 1.119 d'ençà que va ingressar el 30 de setembre de 1883, gràcies a una donació del mateix artista.

## Descripció
Es tracta d'un bust fet amb argila que retrata una anciana amb un mocador al cap. Sobre el mocador, al costat esquerre, un corb sembla parlar-li a cau d'orella. El bust té com a base dos llibres, també d'argila.